# Haaren und Wold bei Wechloy
Haaren und Wold bei Wechloy este o arie protejată (sit de importanță comunitară — SCI) din Germania întinsă pe o suprafață de 200,47 ha, integral pe uscat.

## Localizare
Centrul sitului Haaren und Wold bei Wechloy este situat la coordonatele 53°09′39″N 8°07′46″E / 53.1608°N 8.1294°E.

## Înființare
Situl Haaren und Wold bei Wechloy a fost declarat sit de importanță comunitară în ianuarie 2005 pentru a proteja 1 specie de animale.

## Biodiversitate
Situată în ecoregiunea atlantică, aria protejată conține 6 habitate naturale: Liziere de ierburi înalte hidrofile de câmpie și de nivel montan până la alpin, Fânețe de joasă altitudine (Alopecurus pratensis, Sanguisorba officinalis), Păduri de fag Luzulo-Fagetum, Păduri de stejar sau de stejar și carpen sub-atlantice și medio-europene de Carpinion betuli, Păduri acidofile de stejar bătrân cu Quercus robur pe câmpii nisipoase, Păduri aluvionare cu Alnus glutinosa și Fraxinus excelsior (Alno-Padion, Alnion incanae, Salicion albae).
La baza desemnării sitului se află o specie protejată de  pești: Cobitis taenia Complex.
Pe lângă speciile protejate, pe teritoriul sitului au mai fost identificate 2 specii de plante.